# Zoltán Soós-Ruszka Hradetzky
Zoltán Soós-Ruszka Hradetzky (* 16. April 1902 in Budapest, Österreich-Ungarn; † 8. Juli 1992 in Kansas City, Vereinigte Staaten) war ein ungarischer Sportschütze.

## Erfolge
Zoltán Soós-Ruszka Hradetzky nahm an zwei Olympischen Spielen teil. 1932 belegte er in Los Angeles in der Konkurrenz mit dem Kleinkalibergewehr im liegenden Anschlag den dritten Platz und erhielt somit hinter Bertil Rönnmark und Gustavo Huet die Bronzemedaille. Bei den Olympischen Spielen 1936 in Berlin wurde er in dieser Konkurrenz Achter. Im Jahr zuvor wurde er in Rom mit der Mannschaft im Dreistellungskampf mit dem Armeegewehr Weltmeister.
Nach dem Zweiten Weltkrieg emigrierte er in die Vereinigten Staaten, wo er an der Fordham University in New York City als Fecht- und Fußballtrainer arbeitete.